# Гар Пар-Дьё — Вивье Мерль (станция метро)
«Гар Пар-Дьё — Вивье́ Мерль» (фр. Gare Part-Dieu — Vivier Merle) — станция линии B Лионского метрополитена.

## Расположение
Станция находится в 3-м округе Лиона, в квартале Пар-Дьё, рядом с главным железнодорожным вокзалом города Пар-Дьё и торговым центром «Пар-Дьё», в главном деловом квартале города. Платформа станции расположена под торговым центром «Пар-Дьё». Вход производится из торгового центра, бульвара Марьюс Вивье-Мерль (фр. boulevard Marius Vivier-Merle) и с площади Шарль Беродье (фр. place Charles Béraudier) перед вокзалом.

## Особенности
Станция открыта 2 мая 1978 года в составе конечной станции первой очереди линии B Лионского метрополитена от станции Шарпен — Шарль Эрню до станции Гар Пар-Дьё — Вивье Мерль.  Состоит из двух путей и двух боковых платформ.  Пассажиропоток в 2006 году составил 802 344 чел./мес.
Эта станция была построена первой изо всех станций Лионского метрополитена, она была завершена в 1973 году — за 5 лет до запуска первой очереди метрополитена, и послужила прототипом для всех остальных станций. Станция была построена на месте снесённых казарм, под тем местом, где спустя несколько лет был возведён торговый комплексом «Пар-Дьё». Район Пар-Дьё был выбран в качестве будущего делового квартала (каковым он сейчас и стал), тут находятся офисы многих компаний, а также самое высокое здание Лиона — 165-метровая, 40-этажная Башня Пар-Дьё (бывшая Башня Креди Лионне).
В 1983 году неподалёку был открыт главный городской вокзал «Лион-Пар-Дьё», принимающий как пригородные, так и скоростные поезда. Однако, поскольку вокзал был построен через целых 10 лет после завершения строительства станции метро, главный вход в здание вокзала оказался в 200 метрах от входа в метро. Для решения этой проблемы был построен специальный туннель, в котором позднее был запущен траволатор. На выходе из этого коридора в сторону вокзала размещена мозаика художника Жана Фитона (фр. Jean Fiton).

## Происхождение названия
Первая часть названия «Гар Пар-Дьё» в переводе с французского означает «Вокзал Пар-Дьё». В свою очередь, выражение «Пар-Дьё» можно перевести как «Божья собственность» — вероятно, название дано из-за церковных владений, бывших когда-то в этих местах.
Вторая часть — «Вивье Мерль» дана по расположению на бульваре Марьюс Вивье-Мерль. Бульвар в свою очередь (до 19 февраля 1945 года — бульвар Пар-Дьё) назван в честь лионского профсоюзного деятеля и участника движения Сопротивления Марьюса Вивье-Мерля (1890—1944).

## Достопримечательности
- Железнодорожный вокзал «Лион-Пар-Дьё»[фр.]
- Торговый центр «Пар-Дьё»[фр.]
- Лионская муниципальная библиотека[фр.]
- Высотные здания:
  - Башня Инсити[фр.]
  - Башня Пар-Дьё[фр.]
  - Башня Оксижен[фр.]
  - Башня Свисс Лайф[фр.]
  - Башня ЭДФ[фр.]

## Наземный транспорт
Со станции существует пересадка на следующие виды транспорта:

```
TGV
 — вокзал 
скоростных поездов

Intercités
 — вокзал междугородних поездов

TER
 — вокзал пригородных поездов
```

 Rhônexpress — трамвай в аэропорт

  — трамвай

    — троллейбус

     — «главный» автобус

     — автобус